# Prostitución callejera

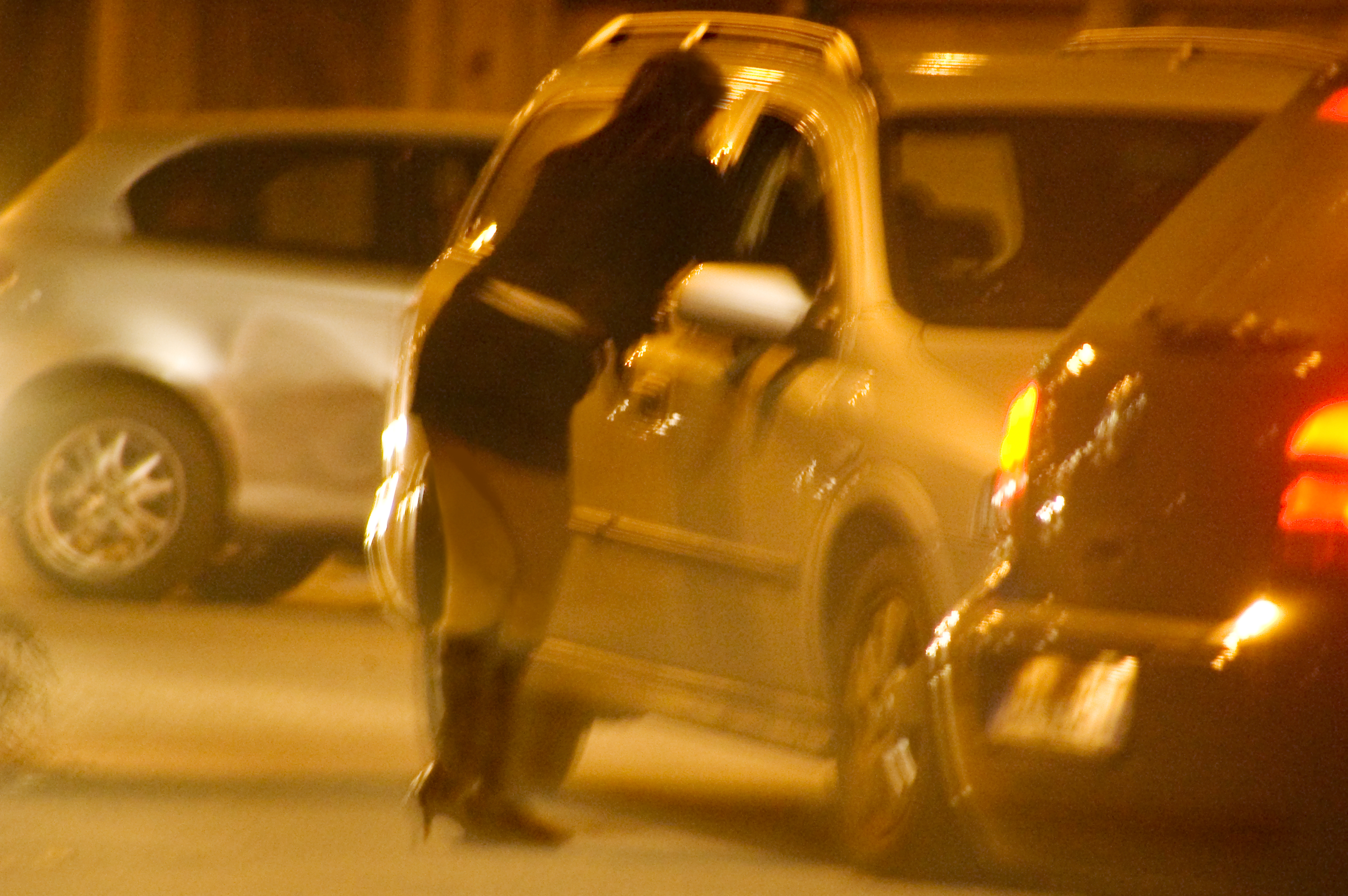
Una prostituta callejera hablando con cliente potencial en Turín, Italia, 2005

La prostitución callejera es una forma de trabajo sexual en la que un trabajador/a sexual solicita clientes en lugares públicos, generalmente en la calle, esperando en las esquinas o a lo largo de esta, pero también la solicita en otros espacios públicos como parques, bancos, etc. En las sociedades modernas, el acto sexual se suele realizar en el vehículo del cliente, en un callejón cercano al lugar, en el apartamento de la prostituta o en la habitación alquilada de un motel.
Por lo general este tipo de prostitución está muy estrechamente vinculado en situaciones de pobreza extrema, de un modo muy particular en países donde no se les brinda oportunidades a las jóvenes de tener un empleo formal y formación académica, lo que las obliga por la fuerza a optar por este camino; mucho más si son ellas las que tienen que mantener a su familia. Un ejemplo claro de ello podrían ser las llamadas jineteras cubanas.

## Historia
La prostitución callejera ya se practicaba en las grandes urbes de la Antigüedad de forma habitual. En el Libro de Baruc del Antiguo Testamento se menciona a prostitutas, posiblemente asociadas a algún templo, situadas «a lo largo de los senderos» entre las casas de Babilonia. En la antigua Atenas, las prostitutas atraían a sus clientes a los pies de la Acrópolis con maquillajes llamativos y vistiendo túnicas amarillas, mientras que en Corinto —importante centro de comercio marítimo— las trabajadoras del sexo se exhibían en los muelles del puerto. En las calles de Roma, las prostitutas ofrecían sus servicios por cuatro ases (diez euros o catorce dólares al cambio de 2010).
En España, a pesar de que en 1498 se prohibió por decreto real toda prostitución ejercida fuera de las mancebías —prostíbulos «públicos» controlados por las autoridades locales—, muchas prostitutas continuaron prestando sus servicios en las calles de las ciudades más importantes: en la Sevilla del 1600, se decía que ejercían el oficio hasta 3000 trabajadoras callejeras. Estas mujeres, llamadas coloquialmente cantoneras o busconas, contaban entre su clientela con hombres de toda condición social. Una de las consecuencias más graves de este tipo de prostitución era la proliferación de enfermedades de transmisión sexual, en particular la sífilis (conocida como el «mal francés»), con brotes especialmente violentos entre los siglos XVI y XVII.
Una práctica ampliamente difundida y denunciada por los moralistas cristianos del Siglo de Oro español fue el uso de coches o carruajes —entonces símbolo de ostentación social de las clases adineradas— para el ejercicio de la prostitución callejera. La crítica a esta prostitución ejercida en los coches fue sistemática durante todo el siglo XVII, y encontramos chistes y sátiras sobre este asunto en la literatura de la época: la Fastiginia de Tomé Pinheiro da Veiga, El licenciado Vidriera de Cervantes (ambas describiendo el Valladolid de la Corte de principios del XVII), así como Hora de todos y Los sueños de Quevedo.

## Legalidad
La prostitución callejera es usualmente ilegal, incluso a aquellas jurisdicciones que permiten otras formas de prostitución.
Se estima que solo entre un 10 % y un 20 % de las trabajadoras sexuales realizan sus servicios en las calles; sin embargo, se estima que el 90 % de los arrestos de prostitutas provienen de ese grupo.
En algunas jurisdicciones en donde la prostitución sí es legal como en el Reino Unido, la prostitución callejera es ilegal.
Algunas jurisdicciones también proscriben el rastreo de aceras, conduciendo lentamente con el fin de procurar los servicios de una prostituta.
En Australia, el estado de Nueva Gales del Sur es legal su práctica en las calles, exceptúa en algunas áreas (como escuelas cercanas). Los otros estados y territorios australianos prohíben la prostitución callejera, aunque en algunas de estas jurisdicciones se permiten la licencia de burdeles.
La prostitución callejera es legal en Nueva Zelanda. También se permite la práctica en Alemania, pero las ciudades pueden restringirlas en determinadas áreas u horas (los controles varían ampliamente de lugar a lugar).
En los Estados Unidos, la prostitución callejera es ilegal en los 50 estados del país; 49 de estos prohíben toda las formas de prostitución; Nevada es el único estado del país que permite burdeles con licencia, pero solamente en algunas zonas rurales, y no en las grandes áreas metropolitanas (solo 8 condados tienen burdeles activos, y la prostitución fuera de estos burdeles está penalizado en todo el estado).
En cuatro ciudades de los Países Bajos, se designa una zona especial (tippelzone) para la prostitución callejera legal. La zona es usualmente un parque empresarial, para evitar la molestia de los residentes y puede incluir sexo en un vehículo (afwerkplek). En la mayoría de los lugares, las prostitutas necesitan una licencia.

## Riesgos e investigación
Las prostitutas callejeras son extremadamente vulnerables ante agresiones físicas y sexuales, tanto por parte de los mismos clientes como por proxenetas.
La Organización Mundial de la Salud informó que un estudio en Bangladés descubrió que entre el 50% y 60% de las prostitutas habían sido violadas por hombres uniformados, y entre un 40% y 50% habían sido violadas por clientes locales.
Un estudio realizado por la psicóloga estadounidense Melissa Farley hacia 854 prostitutas en 9 países (Canadá, Colombia, Alemania, México, Sudáfrica, Tailandia, Turquía, Estados Unidos, y Zambia) descubrió que el 95% de las mujeres habían sido agredidas físicamente, y el 75% de ellas habían sufrido violación. El 89% de las mujeres entrevistadas, declararon que querían dejar la prostitución. Sin embargo, la metodología y neutralidad de los estudios de Farley han recibido críticas de otros académicos como Ronald Weitzer. Weitzer también dijo que los hallazgos de Farley están fuertemente influenciados por la ideología feminista radical.
En 2008, un estudio de Chicago sobre las prostitutas callejeras estadounidenses, los economistas Steven D. Levitt y Sudhir Alladi Venkatesh encontraron de que las mujeres que trabajan sin proxenetas, trabajan en una tasa promedio de 25$ dólares la hora, y las que trabajan con proxenetas, obtienen un 50% más de ingresos. Esto es aproximadamente 4 veces el salario que de otros trabajos disponibles para ellas. Las prostitutas son arrestadas en 1 de cada 450 redadas, y al llegar al 10° arresto, deben cumplir un tiempo determinado en la cárcel.
En 2004, un estudio realizado en el Reino Unido demostró que el 95% de las mujeres que realizan la prostitución callejera poseen un serio consumo de drogas, quienes abarcan el 78% de la gente que consume heroína, y que ha habido un aumento en el número de adictos al crack.